# Nazionalismo europeo
Il nazionalismo europeo o nazionalismo paneuropeista è un'ideologia politica nazionalista favorevole alla creazione di uno stato-nazione europeo ("Europa-Nazione") che si sostituisca agli Stati attualmente esistenti. Il termine venne coniato da Hannah Arendt nel 1954 per riferirsi a un'ideologia nazionalista (ipotetica o postulata) basata su un'identità paneuropea. Arendt avvertiva che un "nazionalismo paneuropeo" sarebbe potuto sorgere dalla coltivazione del sentimento antiamericano in Europa.

## Storia
Il tema della costruzione dell'Europa è stato utilizzato dai fascisti italiani e poi dai servizi di propaganda del Terzo Reich nazista, strumentalizzando e manipolando alcuni referenti storici, come la Giovine Europa fondata da Giuseppe Mazzini nel 1834.
Alla fine della seconda guerra mondiale alcuni fascisti organizzarono due strutture apertamente pro-europee. La SS-Hauptamt prevedeva un'Europa unificata senza Russia e divisa in grandi regioni. I fascisti della Repubblica Sociale Italiana sostenevano inoltre la creazione di una comunità europea nel loro manifesto di Verona del 1944.
Dopo la guerra, lo svedese Per Engdahl creò con il francese Maurice Bardèche il Movimento sociale europeo. Poco dopo Francis Parker Yockey creò il Fronte europeo di liberazione, che avrà un'esistenza abbastanza breve. Lo stesso vale per il Movimento Popolare Europeo creato alla fine degli anni cinquanta da Otto Strasser.
Negli anni cinquanta c'erano diversi gruppi di neofascisti che esplicitamente sostenevano il "nazionalismo europeo". In Gran Bretagna, dal 1948 al 1973 il politico già filofascista e filonazista Oswald Mosley ha guidato lo Union Movement. Dal 1950 al 1957, Mosley anima il Movimento sociale europeo, collaborando con gruppi comparabili sul continente.
Tra il 1960 e il 1969 Jean Thiriart anima l'associazione Jeune Europe, ispirata al nazionalismo pan-europeo. Jeune Europe scompare nel 1969, ed è succeduta da qualche organizzazione paneuropea di minore importanza, come il Comitato di collegamento dei rivoluzionari europei e il Fronte europeo di Liberazione (la seconda organizzazione a portare quel nome).
Nel 1960 Mosley, Thiriart e altri dirigenti di gruppi di estrema destra europei (Deutsche Reichspartei, Movimento Sociale Italiano, Jeune Europe e Mouvement d'Action Civique) fondano il National Party of Europe. Mosley ha sostenuto il nazionalismo europeo nel suo libro, Europe a Nation, e all'interno del suo movimento britannico Union Movement.
Nella loro "Dichiarazione europea" del 1º marzo 1962, il National Party of Europe invita alla creazione di uno Stato nazionale europeo attraverso un governo europeo comune e un Parlamento europeo eletto, il ritiro delle forze americane e sovietiche dall'Europa e la dissoluzione delle Nazioni Unite, da sostituire da un organismo internazionale guidato dagli Stati Uniti, dall'Unione Sovietica e dall'Europa come tre uguali. Il territorio dello Stato europeo doveva essere quello di tutte le nazioni europee al di fuori dell'Unione Sovietica, incluse le isole britanniche, e i loro territori d'oltremare. Il movimento è rimasto attivo negli anni sessanta, ma per lo più si sciolse negli anni settanta.
Una frangia minoritaria del nazionalismo pan-europeo, rappresentata dal movimento Eurodroite negli anni settanta, optava per la conservazione delle nazioni esistenti all'interno di un'unione confederale.

## Situazione attuale
Benché Arendt avesse avvertito della possibilità dello sviluppo del "nazionalismo paneuropeo", non c'è stato alcun accenno di tale ideologia al di fuori dei gruppi di estrema destra. Gerard Delanty, negli anni novanta, ha sostenuto che "l'Europa non potrebbe mai costituire un'identità coerente perché non vi è alcuna opposizione esterna" (un ruolo che Arendt prevedeva fosse assunto dagli Stati Uniti). Secondo Speekenbrink, il nazionalismo è diventato obsoleto nel dopoguerra, sostituito da un "ordine mondiale postmoderno": "Il nazionalismo era morto, ma non è stato sostituito dal nazionalismo paneuropeo o da un'identità paneuropea", l'"idea europea" si è trasformata in un ideale di "diversità di identità" combinata con una "comunanza di valori".
Nel 2014, Schlembach descriveva l'esistenza di "una forma di nazionalismo paneuropeo" - una "Europa per gli europei" - basata sull'antiamericanismo e sull'etno-pluralismo" all'interno di alcune sezioni del neofascismo europeo. In effetti, le organizzazioni nazionaliste europee continuavano a esistere su scala minore dopo la disgregazione del Partito Nazionale d'Europa negli anni settanta, ma nessun gruppo più sosteneva uno "stato-nazione europeo". Secondo gli studiosi, gli ex gruppi nazionalisti europei ora propongono un federalismo etnico europeo basato su un'ideologia del "culturalismo europeo", o hanno preso una "piega euroscettica". L'ideologia del nazionalismo europeo è stata in gran parte sostituita dallo euroscetticismo entro il 2010.
In Francia il nazionalismo europeo può essere rappresentato in almeno quattro organizzazioni:
- La Rete radicale (Réseau radical), oggi sostituita da Les Nôtres, è stata in grado di individuare una forma di nazionalismo europeo, ma in una direzione più eurasiatista ed esplicitamente anti-sionista e anti-americana.
- Les Identitaires, per lo più animati da motivazioni federaliste (regione-nazione-civiltà), personalistiche ("né individualismo né collettivismo"), arceo-futuriste (o attualiste), anti-consumistiche e anti-edonistiche.
- L'associazione culturale Terre et Peuple, animata da Pierre Vial.
- Il gruppo del Partito delle forze nazionaliste (Parti des forces nationalistes), rinominato dopo il 1986, fautore di un'unione confederale delle nazioni europee "da Lisbona a Mosca e Roma a Oslo" sulla base dei valori comuni della tripla eredità greca, romana e cristiana che definisce i principi fondamentali della vita in società in gran parte ispirato alla dottrina sociale della Chiesa e al corporativismo.

In Belgio la principale struttura nazionalista pan-europea è il gruppo Sinergies européennes guidato da Robert Steckers, considerato vicino alla Nuova Destra. Vi è poi il Parti communautaire national-européen, che si rifà al pensiero di Jean Thiriart, animato da Luc Michel, attualmente inattivo. All'interno del movimento Nation vi sarebbero inoltre anche dei partigiani del nazionalismo pan-europeo.